# Placuna placenta
Placuna placenta of vensterschelp is een tweekleppigensoort uit de familie  Placunidae. De wetenschappelijke naam werd gepubliceerd in 1758 door Carl Linnaeus in de tiende editie van Systema naturae.

## Beschrijving
De schelp is bijna cirkelvormig aan de basis, dun en min of meer doorschijnend. Ze is gewoonlijk 10 cm groot, maximaal 18 cm. De buitenkant is dof zilverwit van kleur, soms met bruine of lichtpaarse strepen. De binnenkant is glanzend parelwit. 

## Voorkomen
Deze tweekleppige leeft op zandige en modderige bodems tot een diepte van ongeveer 100 meter, vaak in grote gemeenschappen. 
Ze komt veel voor in rustige lagunes, afgeschermde baaien en mangrovebossen. Het verspreidingsgebied is de tropische Indische Oceaan en de westelijke Stille Oceaan, van de Golf van Aden tot oostelijk Indonesië en van Taiwan in het noorden tot Queensland in het zuiden. 

## Vensterglas
De transparante schelpen worden soms gebruikt in plaats van vensterglas in ramen (de Engelse naam is overigens window clam of windowpane oyster). In de Filipijnen is het een commercieel belangrijke soort, die wordt gekweekt in afgesloten ondiepe modderbodems.